# Česká asociace stolního tenisu
Česká asociace stolního tenisu (zkratka ČAST) je organizace zaštiťující stolní tenis v Česku. Působí od roku 1926. Organizuje všechny ligové soutěže stolního tenisu v Česku. Pod ČAST spadá také 14 krajských svazů stolního tenisu.